# Усть-Пишкець
Усть-Пишке́ць (рос. Усть-Пышкец) — присілок в Глазовському районі Удмуртії, Росія.

## Населення
Населення — 43 особи (2010; 62 в 2002).
Національний склад станом на 2002 рік:
- удмурти — 92 %

## Урбаноніми[3]
- вулиці — Миру, Паркова